# Orinda, Mexiko
Orinda är en ort i Mexiko.   Den ligger i kommunen Rosales och delstaten Chihuahua, i den nordvästra delen av landet, 1 200 km nordväst om huvudstaden Mexico City. Orinda ligger 1 176 meter över havet och antalet invånare är 349.
Terrängen runt Orinda är platt österut, men västerut är den kuperad. Terrängen runt Orinda sluttar österut. Runt Orinda är det tätbefolkat, med 442 invånare per kvadratkilometer. Närmaste större samhälle är Ciudad Delicias, 12,4 km sydost om Orinda. Omgivningarna runt Orinda är i huvudsak ett öppet busklandskap.